# Stephen van Haestregt
Stephen van haestregt (født 12. september 1972) var trommeslager i det hollandske, gothic metal-band Within Temptation indtil 2011.

## Diskografi
- Ambeon: trommer
- Orphanage: trommer
- Within Temptation: trommer